# Сегонзак (Коррез)
Сегонза́к (фр. и окс. Segonzac) — коммуна во Франции, находится в регионе Лимузен. Департамент — Коррез. Входит в состав кантона Эйан. Округ коммуны — Брив-ла-Гайард.
Код INSEE коммуны — 19253.
Коммуна расположена приблизительно в 410 км к югу от Парижа, в 65 км южнее Лиможа, в 39 км к западу от Тюля.

## Население
Население коммуны на 2008 год составляло 237 человек.
| 1962 | 1968 | 1975 | 1982 | 1990 | 1999 | 2008 |
| ---- | ---- | ---- | ---- | ---- | ---- | ---- |
| 325  | 375  | 329  | 327  | 253  | 239  | 237  |

## Администрация
| Период | Период | Фамилия        | Партия                              | Примечания |
| ------ | ------ | -------------- | ----------------------------------- | ---------- |
| 1977   | 2011   | Рене Шастен    | Французская коммунистическая партия |            |
| 2011   |        | Жан-Луи Мишель |                                     |            |

## Экономика

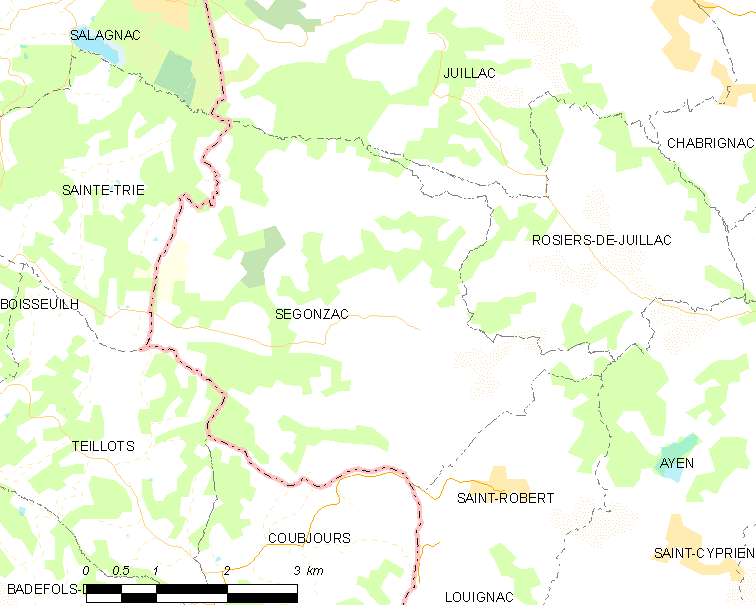
Карта коммуны

В 2007 году среди 120 человек в трудоспособном возрасте (15-64 лет) 93 были экономически активными, 27 — неактивными (показатель активности — 77,5 %, в 1999 году было 68,3 %). Из 93 активных работали 87 человек (50 мужчин и 37 женщин), безработных было 6 (2 мужчин и 4 женщины). Среди 27 неактивных 4 человека были учениками или студентами, 17 — пенсионерами, 6 были неактивными по другим причинам.

## Достопримечательности
- Церковь Сен-Маделен (XI век). Памятник истории с 1972 года[3]
- Замок Пюиваль (XV—XVI века). Памятник истории с 1978 года[4]